# Glacis (architecture)
Pour les articles homonymes, voir Glacis.

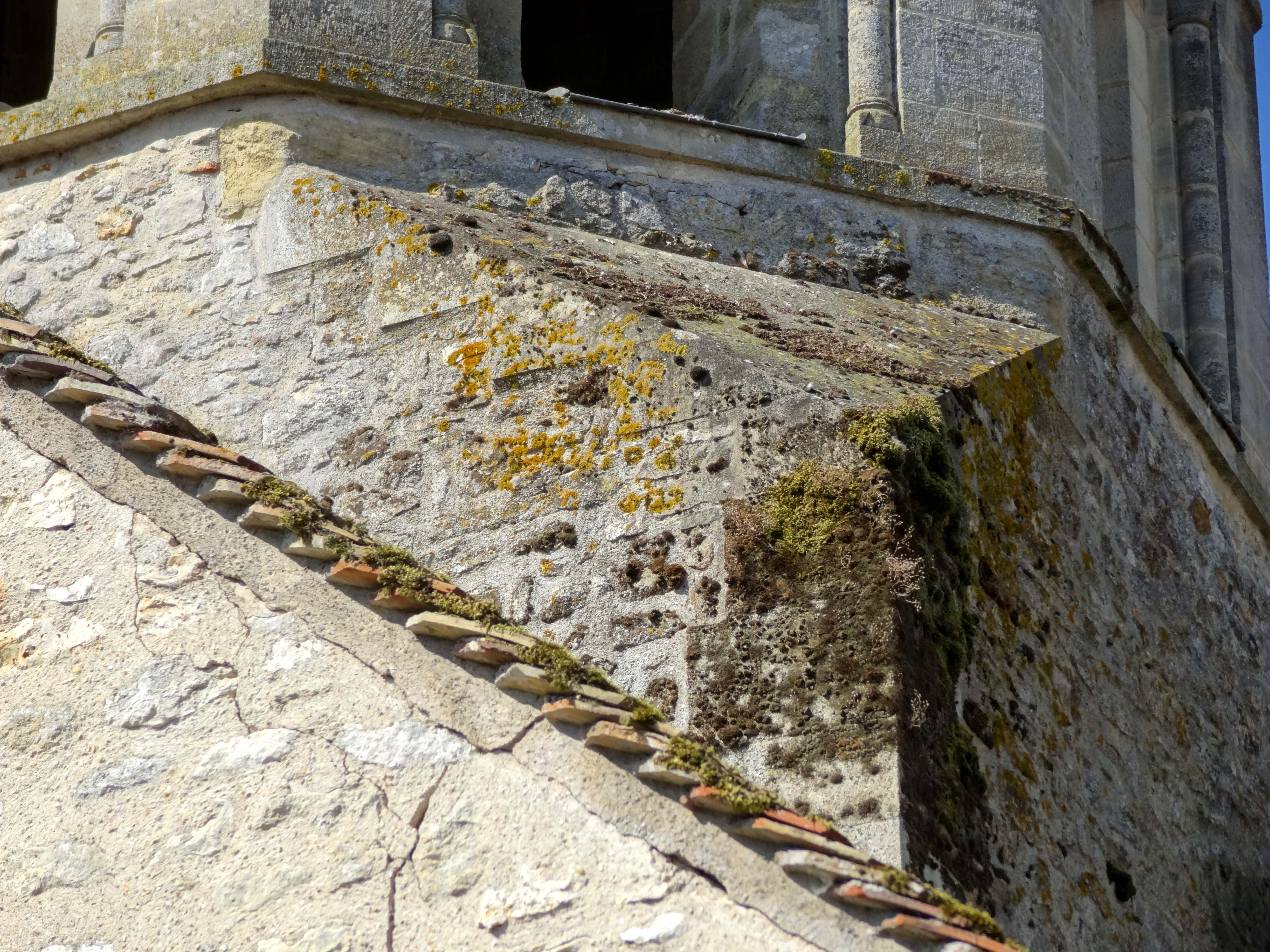
Un glacis sous le clocher de l'église Notre-Dame de Jambville.

Le glacis de corniche est une surface inclinée réservée, située au-dessus de la saillie d’une moulure, d’une corniche ou d'une cimaise, facilitant l'écoulement des eaux de ruissellement.
En facilitant l'écoulement des eaux, le glacis de corniche permet de garder les murs secs et d'éviter leur moisissures, limitant les dommages que l'eau peut causer à un édifice.